# Suraxanı
Suraxanı är en ort i Azerbajdzjan.   Den ligger i distriktet Ağsu Rayonu, i den centrala delen av landet, 130 km väster om huvudstaden Baku. Suraxanı ligger 896 meter över havet och antalet invånare är 151.
Terrängen runt Suraxanı är lite bergig, och sluttar söderut. Närmaste större samhälle är Shamakhi, 16,9 km sydost om Suraxanı.
Trakten runt Suraxanı består till största delen av jordbruksmark. Runt Suraxanı är det ganska glesbefolkat, med 31 invånare per kvadratkilometer.